# 易卜拉希马·姆巴耶
易卜拉希马·姆巴耶（法語：Ibrahima Mbaye，1994年11月18日—），是一名塞内加尔足球运动员，司职后卫。

## 俱乐部生涯
姆巴耶出生于塞内加尔盖迪亚瓦耶，2010年夏季进入意大利足球甲级联赛俱乐部国际米兰青训体系， 并在2011年1月，即他的17岁生日后正式加盟球队。 2011/12赛季，他进入安德烈·斯特拉马乔尼执教的国际米兰预备队，帮助球队获得首届下一代系列赛的冠军。2012年3月，斯特拉马乔尼成为国际米兰一线队主教练后，姆巴耶也得到进入一队的机会，并被招入备战4月28日和切塞纳的联赛比赛的22人大名单。 不过最终他并没有进入比赛名单。
2012年8月9日，姆巴耶在2011/12赛季欧联杯第三轮资格赛第二回合国际米兰主场0比2不敌克罗地亚球队哈伊杜克首发登场，替代长友佑都担任左后卫，第一次代表国际米兰在正式比赛中亮相。

## 榮譽

### 國家隊
塞内加尔
- 非洲國家盃冠軍：2021